# Scaramouche (film, 1952)
Pour les articles homonymes, voir Scaramouche.
Pour plus de détails, voir Fiche technique et Distribution.

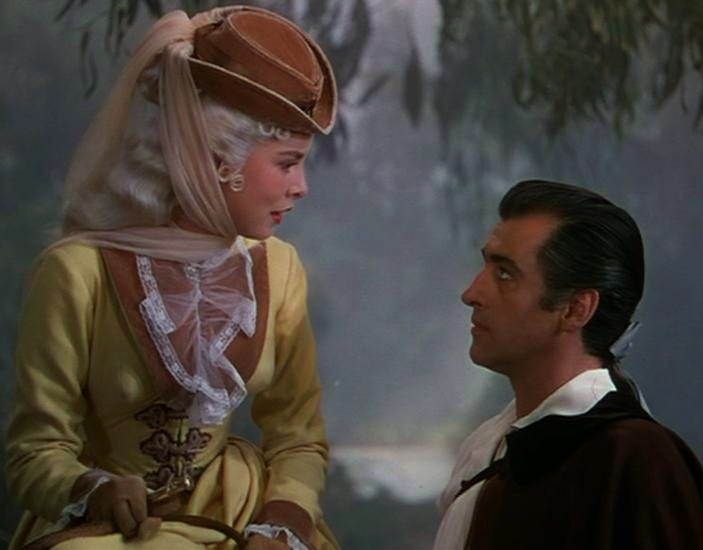
Janet Leigh et Stewart Granger.

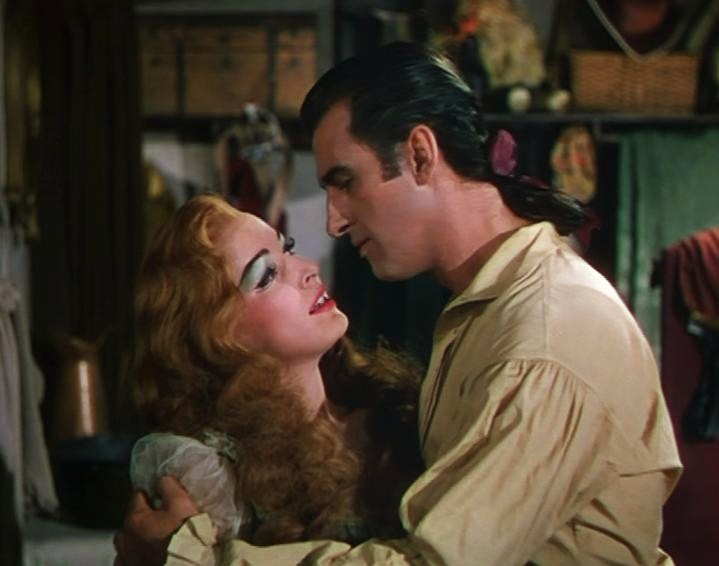
Eleanor Parker et Stewart Granger.

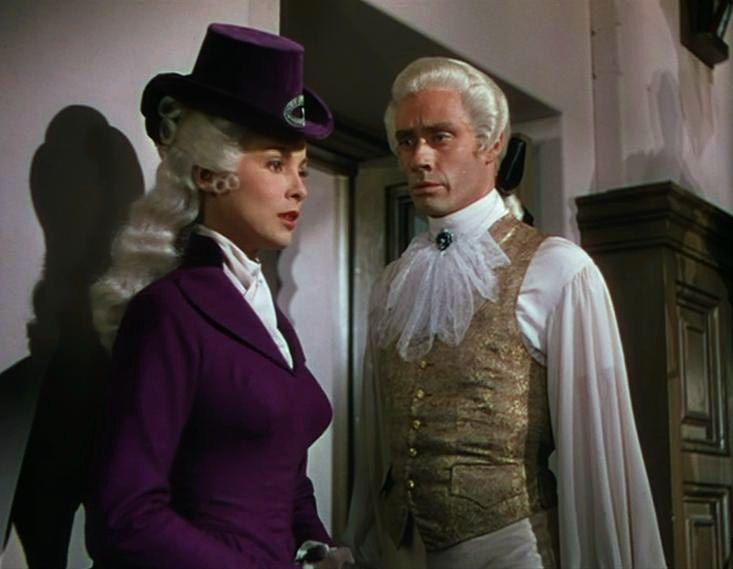
Janet Leigh et Mel Ferrer.

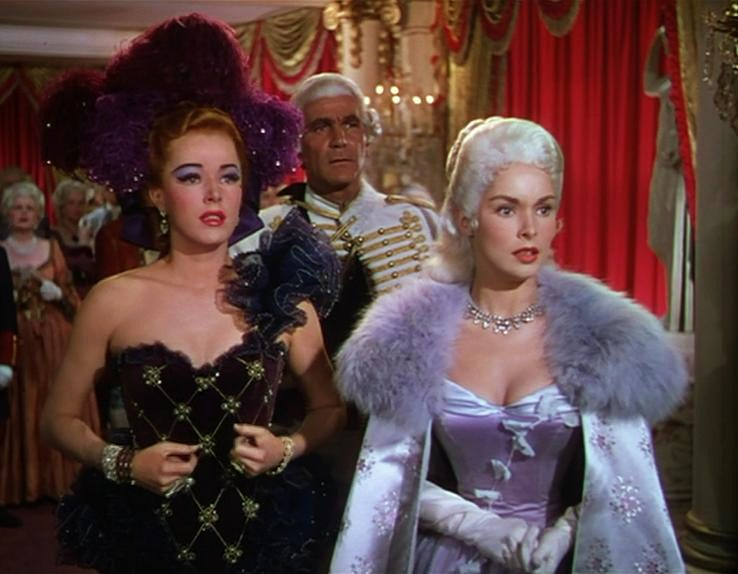
Eleanor Parker, Henry Wilcoxon et Janet Leigh.

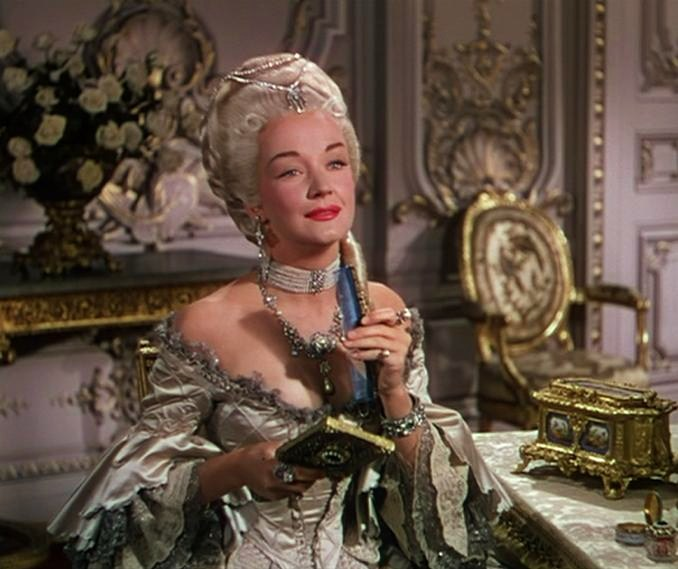
Nina Foch.

Scaramouche est un film américain réalisé par George Sidney, sorti en 1952.

## Synopsis
André Moreau, aventurier fantasque et volage, reçoit mission de protéger Philippe de Valmorin, comme un jeune frère pour lui. Philippe, pourtant gentilhomme, s'est mis ses pairs et la royauté à dos en rédigeant sous le nom de Marcus Brutus des pamphlets qui appellent au soulèvement du peuple. Noël de Maynes, bretteur redouté, secrètement épris de la reine, a juré d'éliminer ce trublion. Une rencontre fortuite le lui permet. 
Philippe, inexpérimenté, succombe sous la lame terrifiante du marquis. Témoin, Moreau se découvre un sentiment inconnu : la haine. Mais lui-même n'a jamais porté l'épée. Il se tourne alors vers Doutreval, maître d'armes du marquis mais parfaitement rallié à la cause de Marcus Brutus. 
Recherché, Moreau se cache sous le masque de Scaramouche au cœur de la troupe de Gaston Binet, illuminée par Léonore, l'amante de toujours de Moreau. Mais si la troupe connaît, grâce à cette nouvelle recrue, un succès grandissant qui la fait réclamer jusqu'à Paris, André Moreau, lui, a le cœur enfin pris par Aline de Gavrillac, jeune protégée de la reine qui ambitionne son union avec le beau marquis de Maynes. 
André ne peut se déclarer à Aline car il vient récemment d'apprendre que son vrai père s'appelait Gavrillac. Désormais reconnu comme une lame admirable, André recherche De Maynes qui lui échappe encore et encore grâce aux complots complices de Léonore, Aline et de la reine elle-même qui tient à préserver le nom des De Maynes. 
Au cours d'une représentation théâtrale, Scaramouche jette le masque face à son ennemi. Les deux hommes s'affrontent avec une rage accomplie. Vaincu, De Maynes ne réclame pas grâce mais André ne peut se résoudre à le tuer. Valmorin père lui explique alors que Gavrillac n'était pas son père mais qu'il couvrait de son nom la faute du vrai père d'André : De Maynes. Noël est donc le demi-frère d'André ! Ce lien remplace celui qu'il croyait partager avec Aline. Les deux jeunes gens peuvent enfin se marier. Léonore, sur son balcon les salue au passage et se tourne vers son nouveau compagnon qui ressemble à s'y méprendre à un certain Napoléon Bonaparte…

## Fiche technique
- Titre original : Scaramouche
- Titre français : Scaramouche
- Réalisation : George Sidney
- Scénario : Ronald Millar et George Froeschel d'après le roman de Rafael Sabatini
- Direction artistique : Cedric Gibbons et Hans Peters
- Décorateur de plateau : Richard Pefferle et Edwin B. Willis
- Costumes : Gile Steele
- Chorégraphe de combat : Fred Cavens
- Photographie : Charles Rosher
- Montage : James E. Newcom
- Musique : Victor Young
- Production : Carey Wilson
- Société de production : Loew's et Metro-Goldwyn-Mayer
- Distribution : Metro-Goldwyn-Mayer
- Pays de production : États-Unis
- Langue : Anglais
- Format : Couleurs (Technicolor) - 35 mm -  1,37:1 - Son mono (Western Electric Sound System)
- Genre : Film d'aventure, Film de cape et d'épée
- Durée : 115 minutes
- Dates de sortie : 
  - États-Unis : 8 mai 1952 (New York) ; 27 juin 1952 (sortie nationale)
  - France : 9 décembre 1952

## Distribution
- Stewart Granger (VF : Roland Ménard) : André Moreau/Scaramouche
- Janet Leigh (VF : Nelly Benedetti) : Aline de Gavrillac de Bourbon
- Eleanor Parker (VF : Jacqueline Porel) : Léonore
- Mel Ferrer (VF : Bernard Noël) : le marquis Noël de Maynes
- Henry Wilcoxon (VF : Louis Arbessier) : le chevalier de Chabrillaine
- Nina Foch (VF : Louise Conte) : la reine Marie-Antoinette
- Aram Katcher : Napoléon Bonaparte
- Richard Anderson (VF : Philippe Mareuil) : Philippe de Valmorin
- Robert Coote (VF : Camille Guerini) : Gaston Binet
- Lewis Stone : Georges de Valmorin, le père de Philippe
- Elisabeth Risdon (VF : Cécile Didier) : Isabelle de Valmorin, la mère de Philippe
- Howard Freeman (VF : Emile Duard) : Michael Vanneau
- Curtis Cooksey (VF : Paul Bonifas) : Fabian
- John Dehner (VF : Roger Treville) : Doutreval, le maître d'armes
- John Litel (VF : Fernand Fabre) : le docteur Dubuque
- Jonathan Cott (VF : Jacques Thebault) : Sergent
- Dan Foster : Pierrot
- Owen Mac Giveney : Punchinello
- Hope Landin : Madame Frying Pan
- Frank Mitchell : Harlequin
- Carol Hughes : Pierrette
- Richard Hale (VF : Jean-Henri Chambois) : Perigore

Acteurs non crédités
- David Bond : De Nicolay
- John Crawford : Vignon
- John George : Spectateur
- Dorothy Patrick : Dorie
- Rex Reason : Edmond
- Rhodes Reason : Paul

## DVD
- Le film est sorti chez Warner Home Vidéo France sous deux éditions :
  - Édition collector coffret 2 DVD sous fourreau cartonné le 6 décembre 2006 au format 1,33:1 plein écran en français et anglais 2.0 mono avec sous-titres français sur le premier disque. Sur le second disque un documentaire sur le film (52 min) ; rétrospective avec Mel Ferrer ; cartoon MGM et une bande-annonce[1] (*).
  - Édition simple le 2 juillet 2008 toujours avec les mêmes spécificités techniques et sans bonus[2].

(*) Il est à noter que la version de 1923 muette sous-titrée en français d'une durée de 124 minutes est présente dans l'édition collector bien qu'elle ne soit pas inscrite sur la jaquette du fourreau cartonné.